# تعبئة عامة

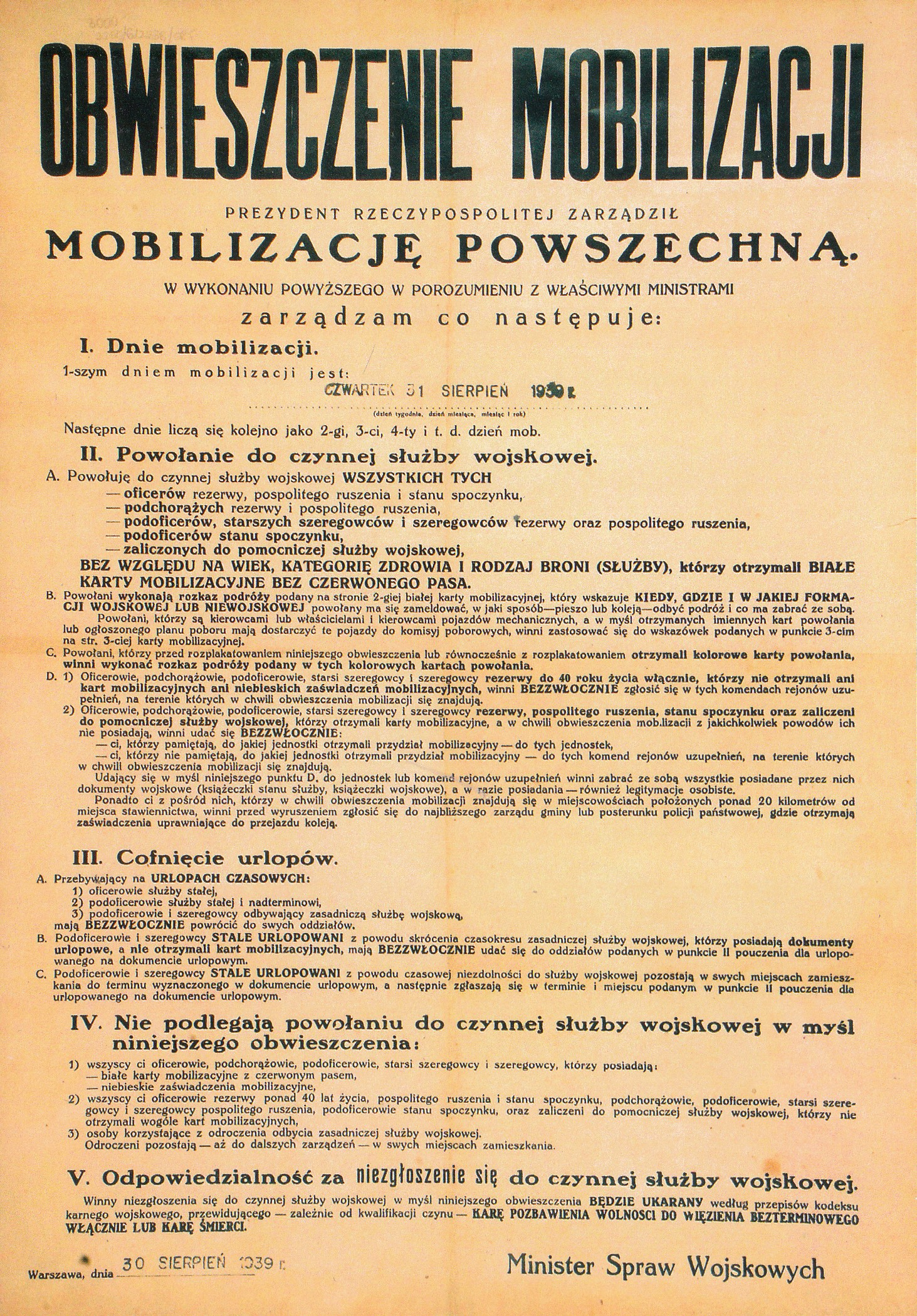

التعبئة العامة (بالإنجليزية: General Mobilization) هي تحويل القوات المسلحة الوطنية إلى حالة الحرب أو شبه الحرب وإعادة بناء اقتصاد الدولة ومؤسساتها وقدراتها ومواردها المادية والبشرية وقوانينها لتوفير حاجات حرب طويلة الأمد وتحقيق أهدافها، وخصوصاً مبدأ حشد القوى. وتجدر الإشارة إلى أن الكوارث الطبيعية والنكبات تندرج تحت حالة شبه الحرب.
تختلف النسبة بين تعداد القوات الموجودة تحت السلاح في زمن السلم أو المدعوة للقيام بأي واجب قومي إبّان دورة التعبئة وتعداد القوات بعد اكتمال التعبئة، وذلك بحسب المذهب العسكري للدولة والإمكانات المتاحة لها وتوافر التسليح والزمن اللازم لرفع الجاهزية القتالية للقوات العاملة وسرعتها في احتلال الدفاع العاجل، ومن ثم تحويله إن أمكن إلى دفاع مدبّر، وصمود هذه القوات ريثما يُستدعى الاحتياط ويتجَّهز لخوض المعركة انطلاقاً من تقدير الموقف.
يتعلق مفهوم التعبئة بعوامل كثيرة منها: الكمون العسكري والاقتصادي والبشري للدولة وسياستها الخارجية وعلاقاتها الدولية ومقدرة القوات المتحالفة معها وموقفها، والمهلة الزمنية المتاحة لتطبيق التعبئة.

## التسمية
اشتق المصطلح لغوياً من كلمة «عبّأ» بمعنى هيأ، الجيش للحرب جهزه، ويقابلها من المترادفات «النفير»، أي القوم الذين ينفرون في الأمر متأهبين للجهاد.

## لمحة تاريخية
ترجع التعبئة بمفهومها العريض إلى عهود المصريين القدماء واليونانيون والرومان والأسس التي كانوا يتبنونها في الإعداد للحرب. وكانت التعبئة في العهود الإسلامية مرتبطة بمفهوم الجهاد، على ما جاء في القرآن الكريم: (انْفِروا خِفَافاً وثِقَالاً وجَاهِدُوا بأمْوالِكم وأَنْفُسِكم في سَبِيلِ اللهِ ذَلِكُم خَيرٌ لَكُمْ إِنْ كُنْتُم تَعْلَمُون) (التوبة 41).
ومنذ القرن الثامن عشر أخذت الدول الحديثة تعتمد خططاً دقيقة ذات منظور مستقبلي بعيد المدى في مضمار الإعداد للحروب وخصوصاً بعد الثورة الفرنسية. إلا أن النقلة النوعية جاءت قبيل عام 1870، في مرحلة الإعداد لالحرب الفرنسية البروسية وإبّانها، حين أطلقت فرنسا ولأول مرة مصطلح التعبئة mobilisation من الكلمة اللاتينية mobilis (الحركة).
تباينت خطط التعبئة لدى الدول على مر الأزمنة، انطلاقاً من موقف عدوها المحتمل ومذهبها العسكري والإستراتيجية المتبعة واتساع مسارح العمليات المنتظرة ونوعها وحجم قواتها العاملة وقوتها البشرية التي تؤلف احتياطيها العام، ودرجة إعداد الاحتياط ونوعيته ومقدرته على الاستيعاب ومستوى السلاح والعتاد.
تبلور مفهوم التعبئة عشية الحرب العالمية الأولى، فأصبح أوضح هدفاً تماشياً مع رأي المنظرين العسكريين، بأن خوض القتال بجيوش جرارة حديثة ذات قدرة حركية كبيرة يجعل الحرب قصيرة الأمد.
جاءت الحرب العالمية الأولى مخيبة لآمال الدول المتحاربة. فتحولت إلى حرب طويلة الأمد وإلى مأزق دامٍ، جرّ الويلات على اقتصاد الدول المتحاربة.
وقد وفرت التعبئة العامة عشية الحرب العالية الأولى إمكانية رفع تعداد القوات المسلحة الألمانية من ثمان مئة ألف مقاتل إلى ما يزيد على ثمانية ملايين مقاتل، ورفع تعداد القوات البريطانية من نحو أربع مئة ألف إلى ما يزيد على خمسة ملايين، والفرنسية من نحو مليون إلى ما يزيد على خمسة ملايين، والأمريكية من خمسة وستين ومئة ألف مقاتل إلى نحو أربعة ملايين.
غير أن التقدم التقني الذي تحقق عشية الحرب العالمية الثانية وإبّانها وظهور أسلحة التدمير الشامل أديا إلى زيادة التعقيد في تخطيط التعبئة، بعد أن تبين أن الطاقة النووية المرعبة ووسائل إيصالها إلى أهدافها لا تتيح للطرف الآخر أي فرصة زمنية لحشد قواه أو للشروع بالتعبئة، فازدادت الحاجة إلى قوات مسلحة متأهبة على الدوام، أي قوات برية وبحرية وجوية عاملة فعالة، قادرة على خوض الأعمال الدفاعية في جميع الشروط والانتقال إلى الأعمال الهجومية إن تطلب الأمر ذلك.
كذلك وفرت التعبئة العامة عشية الحرب العالمية الثانية إمكانية رفع تعداد القوات المسلحة الألمانية إلى ثمانية أضعاف تعدادها قبل الحرب، والبريطانية إلى اثني عشر ضعفاً، والأمريكية إلى ثمانية وعشرين ضعفاً.

## أنواع التعبئة
تقسم التعبئة من حيث الطريقة إلى تعبئة معلنة وتعبئة مكتومة. لا تختلف التعبئة المعلنة عما جاء في التعريف، أما المكتومة فقد ظهرت بوضوح يوم طورت بروسيا (ألمانيا حالياً) بين العامين 1807 و1813 نظاماً يسمح بتوفير احتياط كبير من المجندين المسرحين على مدى طويل، وذلك بدعوة المكلفين للتدريب المكثف الجيد بأعداد لا تتجاوز 42 ألف مقاتل سنوياً (العدد الذي فرضه نابليون بونابرت عليها)، في الوقت الذي راح يتكون لديها احتياطي ضخم من المسرحين الذين يمكن استدعاؤهم في مهل قصيرة بموجب خطة تعبئة ممتازة شملت أيضاً إعداد السلاح والعتاد وتخزينهما وتوفير الأموال والأرزاق والتجهيزات الكافية بكتمان شديد.
وقد سار هتلر فيما بعد على خطا مشابهة، متخطياً شروط معاهدة فرساي بتدابير مكتومة، فبدأ بتطوير منظمات الشبيبة بدءاً من الكشافة وانتهاء بمليشيا «فصائل الاقتحام» لتكون في المستقبل معيناً ورديفاً للجيش الألماني، إضافة إلى بث الروح المعنوية وزيادة الإنتاج والارتقاء بمستوى التعليم ضمن إطار النظام الشمولي الأمر الذي مكنه من تحدي العالم وإلغاء معاهدة فرساي في عام 1935 واحتلال أراضي الراين المجردة من السلاح.
أما من حيث المقياس فتقسم التعبئة إلى شاملة وجزئية. تتم التعبئة الشاملة في أنحاء البلاد كلها، وتشمل تطبيق ملاك الحرب في القوات المسلحة العاملة واستدعاء الاحتياط كله والقوات الرديفة وتسخير اقتصاد البلاد وقدراتها لصالح المجهود الحربي وإعلان حالة الطوارئ العامة. أما التعبئة الجزئية فتتم في مسرح الأعمال الحربية فقط، وتشمل بعض المناطق العسكرية واقتصادها ومواطنيها، وإعلان حالة الطوارئ فيها، ويُلجأ إلى هذا النوع من التعبئة في الحروب المحلية، كما هي الحال إبّان حرب فرنسا في الجزائر بين عامي 1954-1958 في سعيها للحفاظ على الجزائر جزءاً لا يتجزأ من فرنسا، قبل وصول ديغول إلى الحكم ثانية، وكذلك الحروب التي شنتها فرنسا أولاً ثم الولايات المتحدة على شعوب الهند الصينية 1945-1975، وكذلك الحرب الكورية 1950-1953 التي خاضتها الولايات المتحدة وحلفاؤها تحت علم الأمم المتحدة من جهة وكوريا الشمالية والصين بمساعدة الاتحاد السوفييتي من جهة أخرى على مسرح عمليات شبه الجزيرة الكورية المقسمة. وتجدر الإشارة إلى أن هذه الحرب لم تجهد اقتصاد الولايات المتحدة بالقدر الذي أجهدت فيه اقتصاد الاتحاد السوفييتي الذي كان يمد الصين بالأموال والخبراء والسلاح.

## عوامل التعبئة
تشمل التعبئة إعداد الموارد البشرية ورعايتها وتجهيزها، وإقامة مرافق تدريبها ووضعها في حالة الجاهزية القتالية وفق أهداف الحرب، وكذلك توفير الأسلحة والذخائر والمعدات الضرورية لخوض الحرب وديمومتها.
1- الموارد البشرية: تتألف الموارد البشرية من:
- العسكريين المتطوعين (الجيش العامل).
- قرعة السن من المجندين، وهي بحدود 3-7% من تعداد السكان بحسب فئات أعمار المواطنين.
- كوادر الاحتياطيين المؤلفة من:

آ- المجندين المسرحين بعد انتهاء خدمتهم الإلزامية، في حدود السن.
ب- العسكريين المتطوعين بعد انتهاء خدمتهم العاملة في حدود السن.
إن تعبئة القوى البشرية مهمة معقدة بحد ذاتها، وترتبط بمستوى تعليم العسكريين ووعيهم وروحهم المعنوية وولائهم السياسي وقدرتهم على استيعاب السلاح والعتاد، أما التدابير المتخذة في هذه الحالة فهي:
- دعوة كوادر الاحتياطيين في مهل قصيرة محددة.
- التوسع في تجنيد المكلفين خدمة العلم وتجاوز المعدلات (أكثر من قرعة في السنة الواحدة). وتجدر الإشارة إلى أن هتلر تجاوز في نهاية الحرب العالمية الثانية الحدود والمعدلات كلها، فاستدعى طلبة المدارس الثانوية من منظمات الشبيبة، وكذلك المحاربين القدماء الذين تجاوزوا السن القانونية.
- توزيع الاحتياطيين المستدعين للخدمة والمجندين على القوات العاملة (برية وجوية وبحرية ومصالح وخدمات) استكمالاً لملاكات الحرب وفق خطة الانتشار العملياتي وتعويض الخسائر البشرية في أثناء القتال.
- رفع الجاهزية القتالية للقوات المسلحة العاملة إلى أعلى درجاتها. وتجدر الإشارة هنا إلى أن بعض الدول قد يلجأ إلى إنشاء قوات عاملة على مستوى عال من التدريب والخبرة للتدخل السريع، ومدها بكل ما يمكن أن يلزمها في عملياتها الحربية.

2- الموارد المادية: ترتبط الموارد البشرية بحيازة الموارد المادية، استكمالاً للسلاح والعتاد وتعويضهما في أثناء العمليات على أساس احتمالات الخسائر المتوقعة، وذلك بزيادة وتيرة إنتاج المصانع الحربية من السلاح والعتاد ووضع مصانع القطاع المدني تحت الإشراف العسكري، وتدبر استيراد التجهيزات العسكرية الضرورية من الدول الحليفة والصديقة، وإخضاع وسائل البحث العلمي لصالح المجهود العلمي العسكري، وكل ما يمكِّن القوات الصديقة من التفوق على قوات العدو في مرحلة التحضير للعمليات الحربية وفي جميع مراحل خوض المعركة المنتظرة.
ولتوفير النجاح الكامل لإجراءات التعبئة تخضع المنتجات الاستهلاكية والأرزاق والوقود في الأسواق المحلية للتقنين وكذلك وسائط النقل المدنية ومؤسسات الإنتاج، وتمنح السلطة العسكرية في هذه الحالة جميع صلاحيات المحاكم المختصة والصلاحيات التي ينص عليها قانون الطوارئ والأحكام العرفية.
إخضاع الأنشطة المختلفة في الدولة للمجهود الحربي
ينحصر حق إعلان التعبئة العامة وتحويل القوات المسلحة ومؤسسات البلاد كلها إلى حالة الحرب أو شبه الحرب عادة برئيس الدولة، وهو القائد الأعلى للقوات المسلحة. وينتج عن ذلك فرض حالة الطوارئ وإعلان الأحكام العرفية التي هي قوانين خاصة تهدف إلى فرض النظام وإقامة العدل وفق العرف العسكري ومتطلباته زمن الحرب، وتتولى الحكومة تنفيذ هذه الأحكام بعد طي القوانين المدنية المرعية الموازية. تمنح هذه الأحكام المجالس العسكرية في تشكيلات القوات المسلحة صلاحيات واسعة في كل ما يتعلق بالدفاع والأمن وحفظ النظام العام ومنع التجول في مناطق معينة وبتوقيتات محددة، وتسخير المواطنين لأعمال مختلفة، وتنظيم أوجه الحياة بما يخدم مصلحة الحرب، وتقنين تموين الأهالي واستهلاكهم لصالح إمداد القوات في جبهات القتال.
تكتمل حلقة التعبئة العامة بفرض الرقابة على انتقال الأموال والمواد الغذائية ووسائط النقل والائتمان والعوائد والأسعار والأجور والريع.
وتجدر الإشارة إلى أن درجة الرقابة العسكرية قد تتفاوت بين الدول إبّان الحرب، فقد كانت في الحرب العالمية الثانية على درجة عالية في بريطانية واليابان بالموازنة مع ألمانيا مثلاً، في حين كانت الرقابة خفيفة نسبياً في الولايات المتحدة.
تستغرق تعبئة الاقتصاد للحرب وقتاً طويلاً، ويتماشى ذلك مع الحرب التقليدية فقط، في حين لا تترك الحرب النووية فرصة للطرف الآخر لوضع خطط التعبئة موضع التنفيذ، ما لم تكن قد روعيت سلفاً.